# Joanna Głodkowska
Joanna Głodkowska – polska pedagog, profesor nauk humanistycznych.

## Życiorys
W 1977 r. ukończyła studia pedagogiki specjalnej w Wyższej Szkole Pedagogiki Specjalnej, w 1984 r. obroniła pracę doktorską pt. Determinanty powodzenia w uczeniu się matematyki uczniów lekko upośledzonych umysłowo, której promotorem był dr hab. Janusz Kostrzewski, w 1999 r. habilitowała się na podstawie pracy zatytułowanej Wrażliwość edukacyjna w kształtowaniu doświadczeń matematycznych u dzieci upośledzonych umysłowo w stopniu lekkim. Poznanie, wspomaganie, skuteczność edukacji w klasie pierwszej. W 2014 r. uzyskała tytuł profesora nauk humanistycznych.
Została pracownikiem naukowym na Akademii Pedagogiki Specjalnej im. Marii Grzegorzewskiej.